# Affaire McKinsey
Le texte peut changer fréquemment, n’est peut-être pas à jour et peut manquer de recul. 
Le titre et la description de l'acte concerné reposent sur la qualification juridique retenue lors de la rédaction de l'article et peuvent évoluer en même temps que celle-ci.
L'affaire McKinsey (aussi appelée « polémique McKinsey », « scandale McKinsey » ou encore « McKinsey gate ») est un scandale politico-financier concernant les liens entre le gouvernement de la République française et le cabinet de conseil américain McKinsey & Company depuis les élections législatives françaises de 2017. Elle éclate en janvier 2021 alors que le gouvernement Jean Castex a massivement recours aux services de cette entreprise afin d'élaborer la politique vaccinale contre la Covid-19 en France. Cette affaire relance également la question du poids des sociétés de conseil dans les politiques publiques du pays. Depuis 2022, trois enquêtes du Parquet national financier à ce sujet sont en cours.

## Contexte

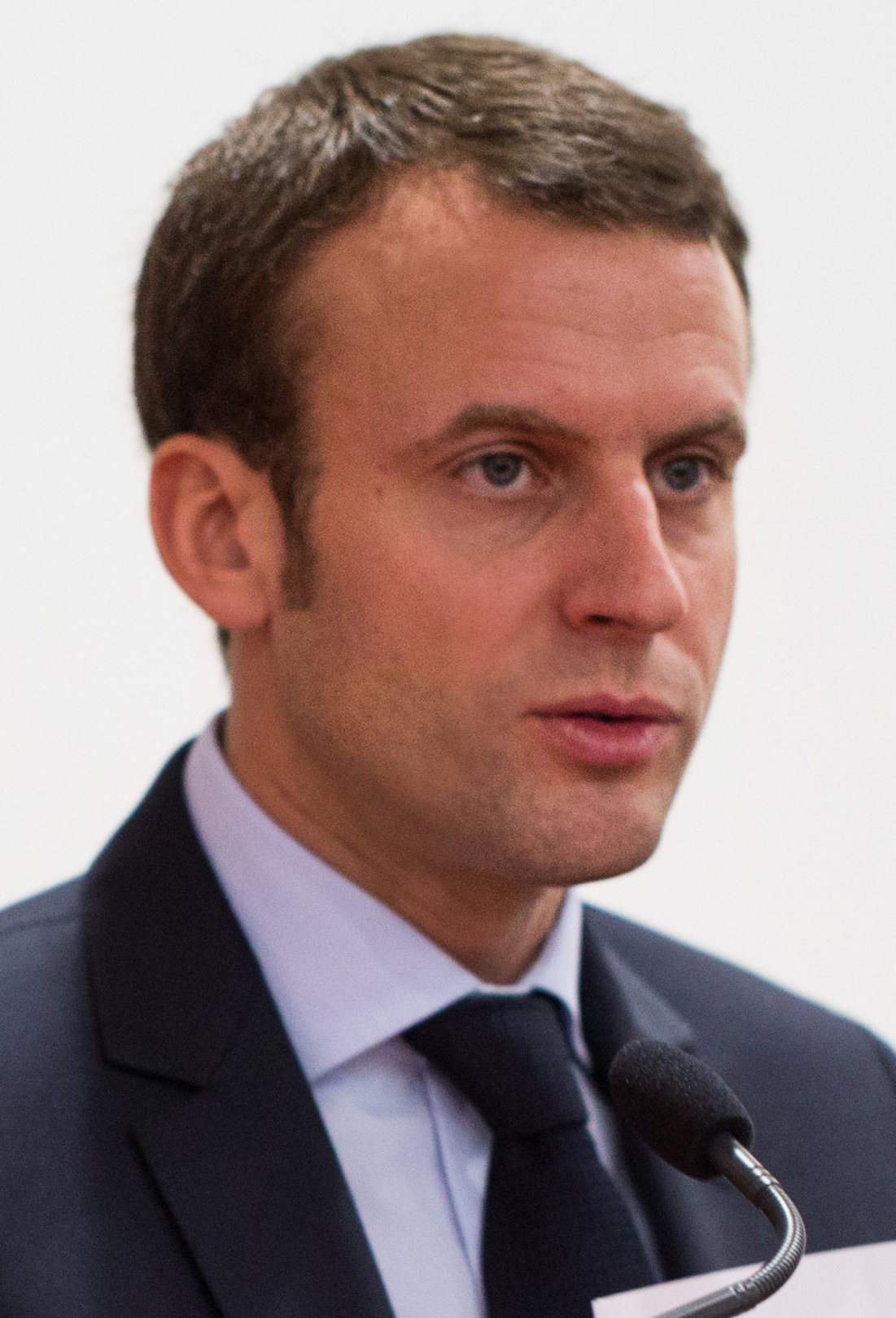
Emmanuel Macron en 2015.

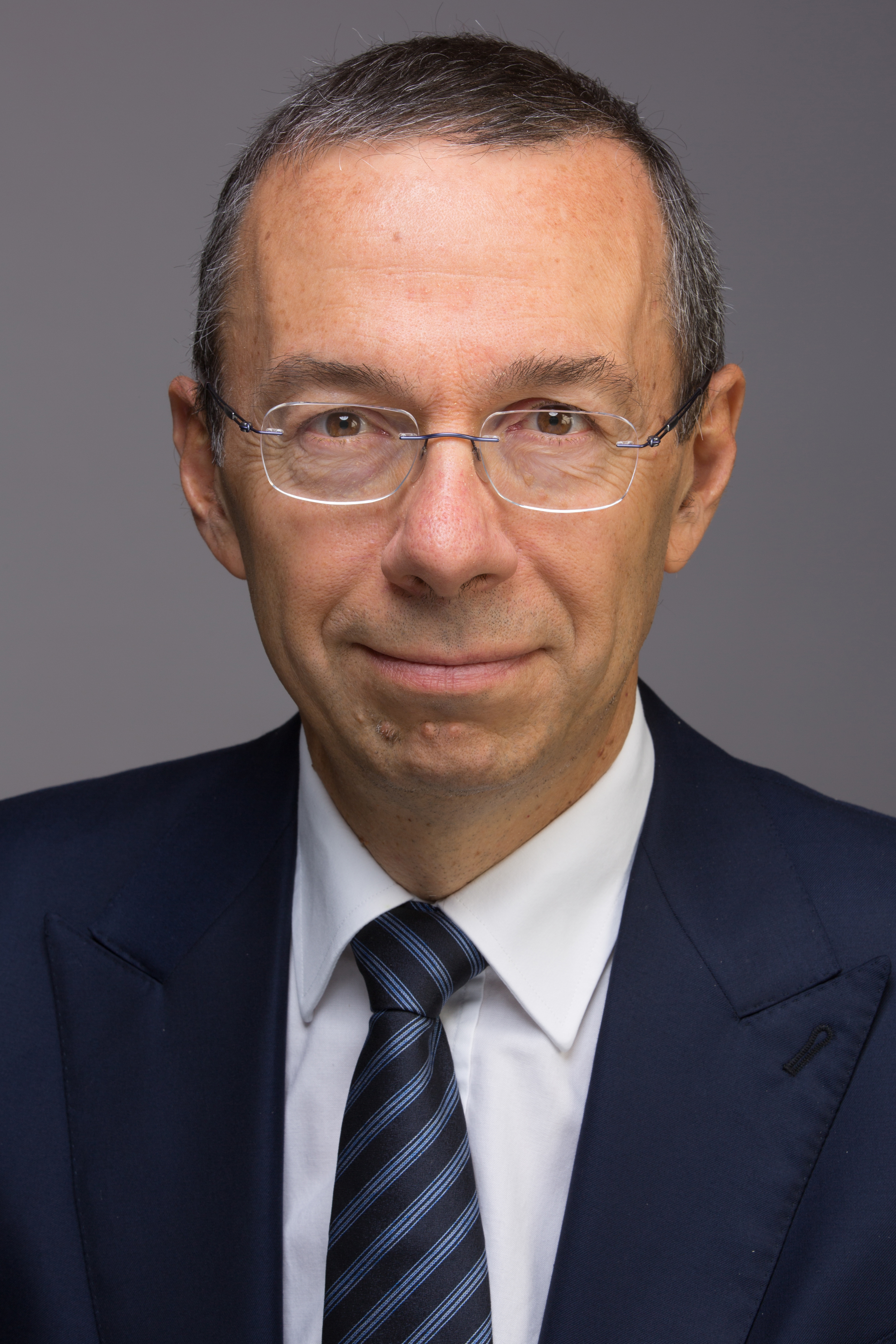
Éric Labaye en 2018.

En 2007, Emmanuel Macron rencontre dans la commission Attali le président de McKinsey France, Éric Labaye, et Karim Tadjeddine, alors chef des consultants de McKinsey. En 2010, Emmanuel Macron entre avec Karim Tadjeddine dans le think tank En temps réel. Les deux hommes y font la connaissance de Thomas Cazenave avec lequel ils travailleront sur son livre L'État en mode start-up publié en 2016. En 2017, Emmanuel Macron, devenu président de la République, place Thomas Cazenave à la tête de la Direction interministérielle de la transformation publique qui supervise notamment toutes les missions attribuées par l’État aux cabinets de conseil privés comme McKinsey,.
Par ailleurs, les MacronLeaks montrent qu'une dizaine de membres de McKinsey ont travaillé à l'élaboration du programme politique d'Emmanuel Macron pour sa campagne à l'élection présidentielle de 2017. Le parti politique d'Emmanuel Macron, LREM, affirme ne faire appel à aucun cabinet de conseil et le journal Le Monde a vérifié qu'aucune facture de la campagne pour la présidentielle ne concerne McKinsey. Interrogé par Le Monde début 2021, McKinsey préfère ne pas préciser si ses membres se sont engagés dans cette campagne « à titre personnel, bénévolement et sur leur temps libre »,. En 2022, Les Décodeurs affirment que les consultants de McKinsey se sont investis sur leur temps libre. Le Journal du dimanche signale que Karim Tadjeddine apparaît dans les MacronLeaks avec son adresse mail de McKinsey et que, interrogé par le Sénat à ce sujet, il a plaidé une erreur.
Après l'accession d'Emmanuel Macron à la présidence de la République, certains des consultants ayant participé à la campagne rejoignent des postes d'influence au sein de la « Macronie », notamment au parti LREM. En 2018, Emmanuel Macron nomme Éric Labaye président de Polytechnique,.
Un rapport de la Cour des comptes de 2018 prévient qu'« en matière de conseil stratégique, la qualité des travaux [de McKinsey] est souvent faible, les préconisations très générales et laconiques ».

## Historique

### Révélations médiatiques
En janvier 2021, une première polémique éclate lorsque Le Canard enchaîné révèle que la logistique du plan de vaccination pour contrer la pandémie de Covid-19 a été sous-traitée à McKinsey,,,. Le rôle de McKinsey dans la gestion de la pandémie de Covid-19 en France en 2020 a été jugé déterminant par le gouvernement français en ce qui concerne la campagne de vaccination. À la suite d'une polémique sur le coût de l'opération, Yannick Jadot demande une transparence complète sur la nature des contrats passés entre le gouvernement et la firme,.
En février 2021, Le Monde publie une longue enquête sur McKinsey & Company France qui révèle que son siège social est au Delaware (USA),, pratique cependant courante aux États-Unis puisque la majorité des sociétés américaines, quelles que soient leur taille, y sont domiciliées. L’entreprise n’y exerce aucune réelle activité — il s'agit d'une simple boîte aux lettres — mais ses revenus y sont déclarés, ce qui lui permet de payer 175 $ d’impôts par an,. La société répond qu'elle « déclare ses activités en France, et paie la fiscalité directe et indirecte due chaque année ». De son côté le Ministère de l'économie précise que McKinsey n'a pas payé d'impôt sur les sociétés en France entre 2011 et 2020,.
Le 17 mars 2021, Anticor saisit la Commission d'accès aux documents administratifs après qu'une demande de communication des documents relatifs aux marchés publics et aux délibérations n'a pas abouti.
Le 19 octobre 2022, le Canard enchaîné révèle que des consultants de McKinsey ont signé de leur nom des papiers à en-tête du ministère de la Santé et ont court-circuité les chefs de service du ministère.

### Commission d'enquête sénatoriale

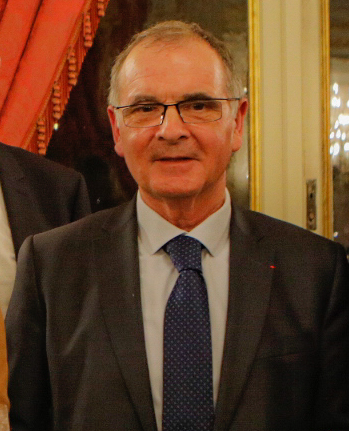
Arnaud Bazin, président de la commission d'enquête.

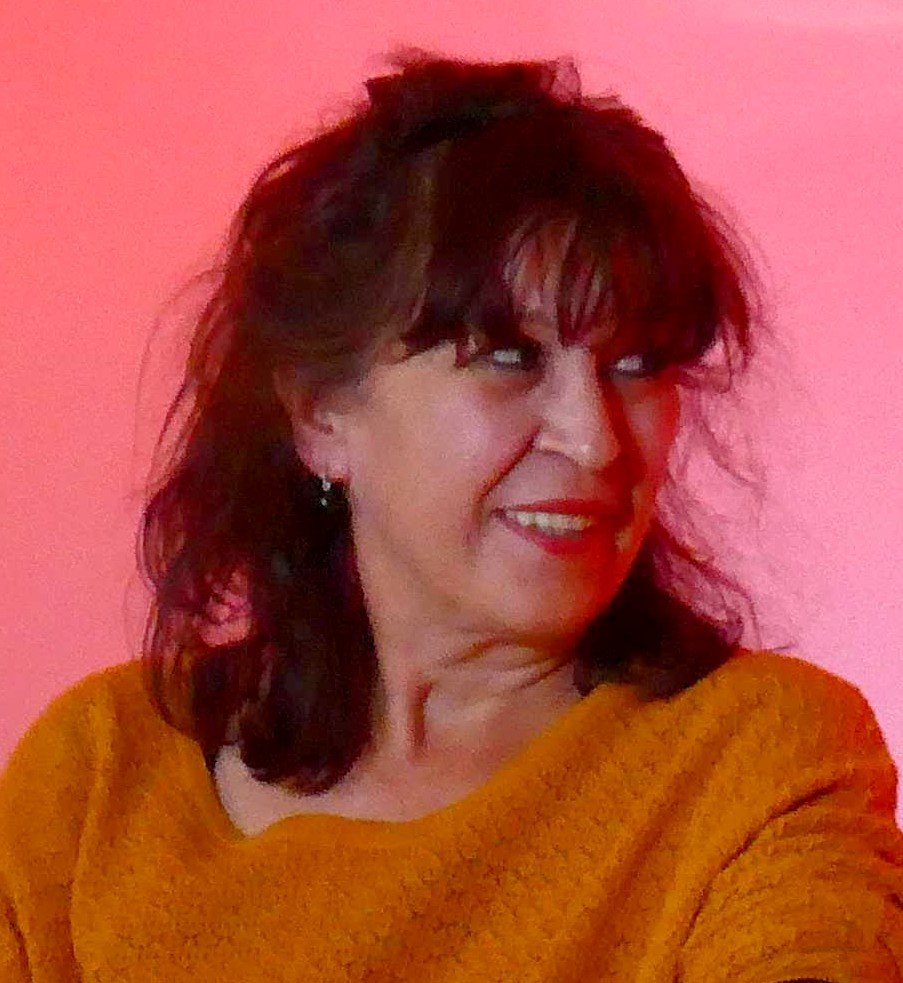
Éliane Assassi, rapporteure de la commission d'enquête.

En janvier 2022, des représentants du cabinet sont auditionnés au Sénat par la « commission d'enquête sur l'influence croissante des cabinets de conseil privés sur les politiques publiques »,,,,.
Le rapport de la commission d'enquête publié le 17 mars 2022 estime que le recours gouvernemental aux cabinets de conseil est « un phénomène tentaculaire ». Il révèle que :
- l'État a dépensé plus d'un milliard d'euros en 2021 en prestations de cabinets de conseil. Sur la période 2018-2021, McKinsey a décroché une quarantaine de missions pour l'État pour un total compris entre 28 millions et 50 millions d'euros, travaillant sur les retraites, les aides au logement, l'assurance chômage[23]. Le montant dépensé en prestations privées a doublé entre 2018 et 2021, pour atteindre plus d’un milliard d’euros en 2021[24] ;
- McKinsey n'a payé aucun impôt sur les sociétés en France entre 2011 et 2020[25],[26]. Cette accusation fait suite à des faits similaires en Norvège[27],[28] ;
- ces cabinets réalisent certaines missions à la place de fonctionnaires de l'administration et leurs productions sont parfois de mauvaise qualité. Pour le compte du gouvernement, McKinsey a travaillé sur « l'avenir du métier d'enseignant », une étude facturée près d'un demi-million d'euros, en vue d'un colloque qui n'aura jamais lieu[23].

À la sortie de ce rapport, la campagne d'Emmanuel Macron pour sa réélection à la présidence de la République est perturbée par une nouvelle polémique,,. Les opposants politiques d'Emmanuel Macron se saisissent de l'« affaire McKinsey » et parlent d'un « scandale d'État »,,. Des parlementaires et des membres de l'opposition reprochent au gouvernement l'influence des cabinets de conseil sur l'action publique, notamment sur des dispositifs d'aide comme les APL, ainsi que la perte de compétences de l'administration découlant de ces recours. Certaines critiques visent en particulier McKinsey, dénonçant son influence importante au sein du gouvernement et son évasion fiscale.
Le gouvernement assume de faire appel aux compétences du privé et à des « renforts » ponctuels et affirme que ce ne sont pas les consultants qui prennent les décisions. Il souligne que les recours aux cabinets de conseil avaient déjà lieu sous les précédents mandats et que certains pays dépensent davantage pour ces prestations. Matthieu Aron, auteur de l'ouvrage d'enquête sur les cabinets de conseil Les infiltrés, affirme que le montage fiscal de McKinsey, qui rapatrie ses bénéfices dans le Delaware, est légal. Emmanuel Macron affirme également que McKinsey « a utilisé les règles en vigueur », en conformité avec la loi, et qu'en l'absence de fraude, ce qui doit être vérifié par l'administration fiscale, McKinsey n'aura donc pas à payer de « retard » d'impôt. Cependant, Emmanuel Macron se déclare « choqué » et affirme qu'il veut que « toute multinationale paie des impôts là où elle travaille ».
Karim Tadjeddine, directeur associé et responsable du département « secteur public » chez McKinsey France, est accusé d'avoir sciemment menti lors d'une audition sous serment devant le Sénat le 18 janvier 2022. Interrogé, il avait affirmé que l'entreprise s'acquittait de son impôt sur les sociétés en France,. Dans un communiqué officiel, le Sénat annonce avoir saisi la justice en vertu de l'article 40 du code de procédure pénale contre Karim Tadjeddine pour faux témoignage devant une commission d'enquête parlementaire. Selon une enquête de L'Obs, Karim Tadjeddine est proche du député Thomas Cazenave.
Selon Les Décodeurs, après que le rôle de McKinsey pendant la crise sanitaire a été connu, « beaucoup soupçonnent un favoritisme de la part du président de la République à l'égard du cabinet américain ». Emmanuel Macron se défend de tout favoritisme envers McKinsey, déclarant : « On a l'impression qu'il y a des combines, c’est faux. Il y a des règles de marchés publics ». À ce sujet, Les Décodeurs indiquent que toute mission confiée à McKinsey « passe en principe par la procédure encadrée des appels d'offres, qui vise à assurer une mise en concurrence des cabinets candidats en évitant le favoritisme ». Un ministère qui désire faire appel à un cabinet de conseil examine les dossiers de candidature de chaque cabinet et choisit la meilleure proposition. Si un cabinet soupçonne un favoritisme, il peut déposer un recours judiciaire. Les Décodeurs signalent néanmoins que plusieurs mécanismes légaux permettent d'adapter ces règles. Notamment, McKinsey fait partie des cabinets de conseil ayant bénéficié des « accords cadres » attribués en 2018 et 2019 par deux centrales d'achat de l'État (la DITP et l'UGAP). Ces accords cadres permettent aux ministères de recruter des consultants pour n'importe quelle mission, avec des modalités pour assurer une rotation des cabinets. Par ailleurs, Les Décodeurs indiquent que McKinsey « a pu bénéficier d’un avantage indirect octroyé par Emmanuel Macron », le cabinet américain ayant été choisi par la présidence pour une action bénévole, donc sans appel d'offres, pour participer à l'organisation des sommets du numérique Tech for Good. McKinsey a pu ensuite utiliser cette prestation comme argument lors d'un grand appel d'offres.

### Enquêtes du Parquet national financier
Le 31 mars 2022, le Parquet national financier (PNF) ouvre une enquête préliminaire pour blanchiment aggravé de fraude fiscale,. Le siège français de McKinsey est perquisitionné le 24 mai 2022 dans le cadre de cette enquête.
En octobre 2022, le PNF ouvre deux nouvelles enquêtes sur les « conditions d'intervention [de McKinsey] dans les campagnes de 2017 et 2022 » d'Emmanuel Macron, la première sur les chefs de « tenue non conforme de comptes de campagne » et « minoration d'éléments comptables dans un compte de campagne » ; et la seconde sur des chefs de « favoritisme » et « recel de favoritisme ». En décembre de la même année, des perquisitions sont menées par les gendarmes au siège du parti Renaissance et dans les locaux parisiens du cabinet de conseil dans le cadre des enquêtes judiciaires visant le recours au cabinet de conseil pendant la campagne présidentielle d'Emmanuel Macron en 2017,.

### Cash Investigation
Le 17 septembre 2024, France 2 diffuse un épisode de Cash Investigation sur l'affaire qui expose les liens de longue date entre des consultants de McKinsey et Emmanuel Macron.